# Бібліотека імені Дага Гаммаршельда
Бібліотека імені Дага Гаммаршельда (англ. Dag Hammarskjöld Library) — бібліотека Центральних установ Організації об'єднаних націй, яка знаходиться на території штаб-квартири ООН. Розташована на Мангеттені в Нью-Йорку. Установу назвали на честь Дага Гаммаршельда, другого Генерального секретаря ООН. Вона була заснована в 1946 році, а теперішнє приміщення бібліотеки було завершено в 1961 році. Бібліотека надає дослідницькі та довідкові послуги персоналу Секретаріату ООН, а також членам постійних місій ООН.
Крім того, бібліотека є головним репозитарієм документів і публікацій Організації Об'єднаних Націй і зберігає вибрану колекцію матеріалів спеціалізованих установ і пов'язаних з ООН органів, а також колекцію книг, періодичних видань та інших матеріалів, пов'язаних з програмами діяльності організації. Також бібліотека створює цифрову бібліотеку матеріалів ООН, покажчик справ і документації основних органів ООН, і надає дослідницькі посібники для пошуку матеріалів та інформації, пов'язаних з ООН. Бібліотека підтримує мережу бібліотек ООН у всьому світі, підтримуючи спільне придбання інформаційних ресурсів.

## Історія

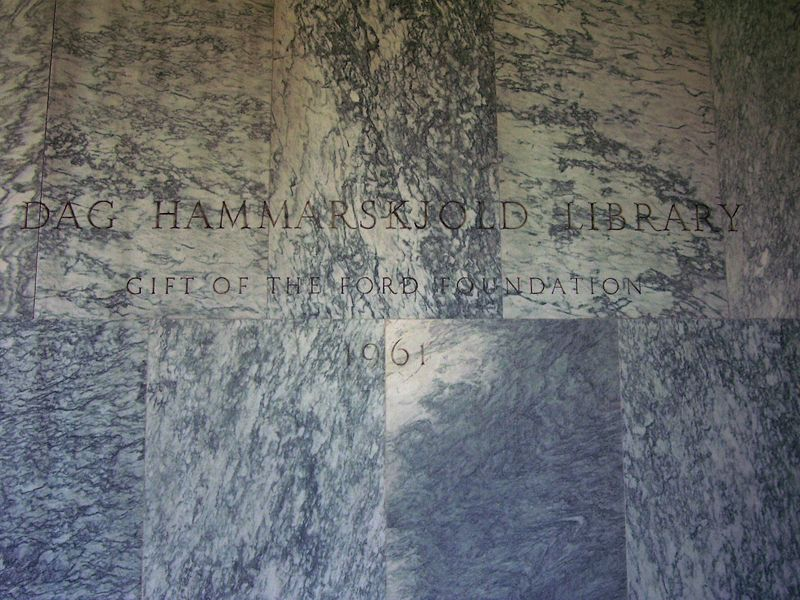
Викарбувана на мармурі вхідна вивіска

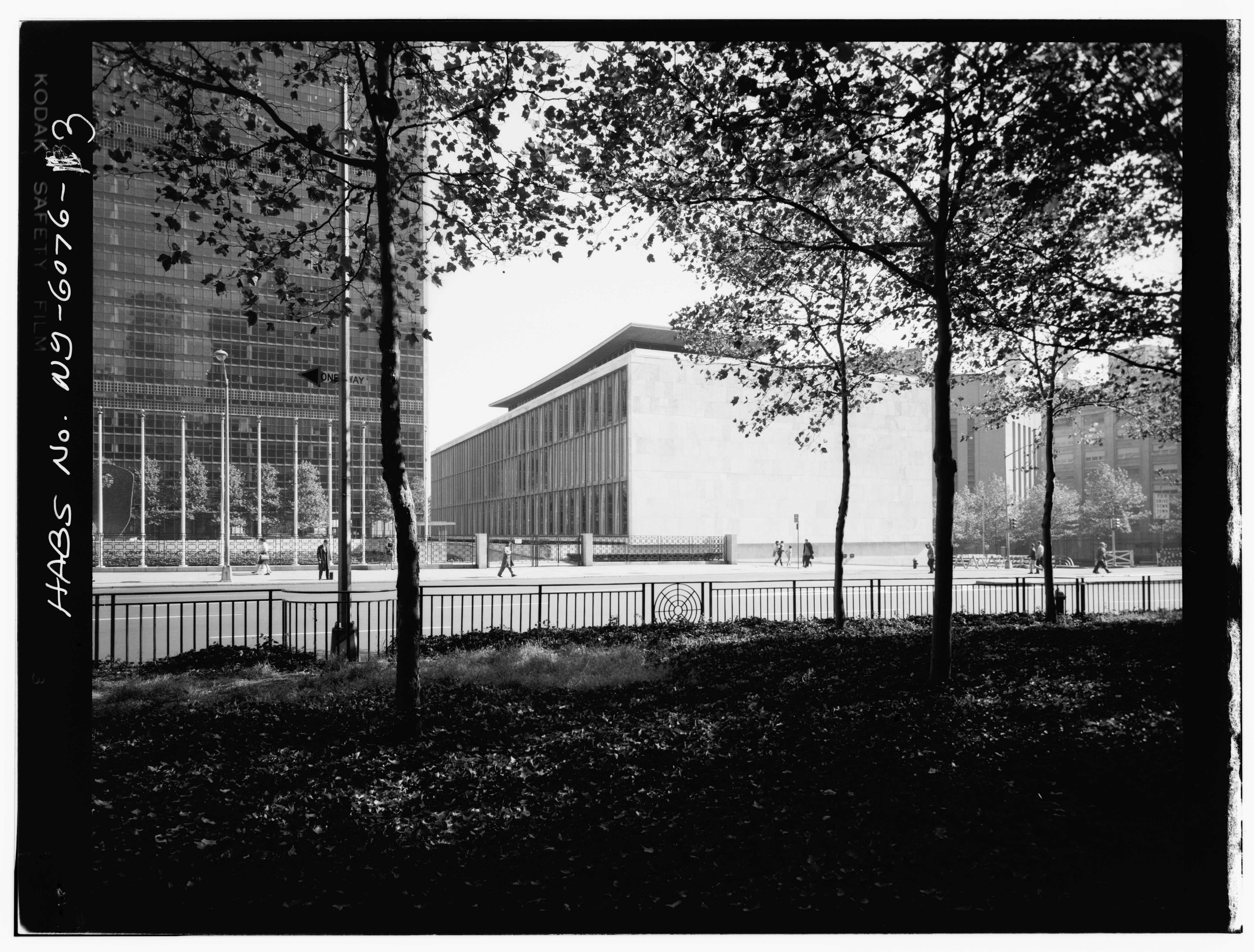
Фото бібліотеки, зроблене у 1966 році

Бібліотека була заснована разом з Організацією Об'єднаних Націй у 1946 році. Спочатку вона називалася Бібліотекою ООН, а пізніше Міжнародною бібліотекою ООН. Її створення було рекомендовано у звіті Підготовчої комісії Організації Об'єднаних Націй 1945 року, яка рекомендувала включити «бібліотеку з науково-дослідними та довідковими засобами» до Департаменту конференцій та загального обслуговування, нині Департаменту справ Генеральної Асамблеї.
Її обов'язки були додатково розширені в 1949 році Генеральною Асамблеєю, яка вирішила, що головною функцією Бібліотеки має бути «надання можливості делегаціям, Секретаріату та іншим офіційним групам Організації отримати бібліотечні матеріали та інформацію, необхідні для виконання своїх обов'язків». Документ 1949 року також передбачав, що послуги Бібліотеки будуть доступні для спеціалізованих установ Організації Об'єднаних Націй, а також для окремих представників громадськості, таких як міжнародні урядові організації, навчальні заклади, вчені та письменники.
Спорудження нової будівлі для бібліотеки було започатковано в 1952 році. На той час було визнано, що існуюча бібліотека ООН, 6-поверхова будівля, яка раніше належала Житловому управлінню Нью-Йорка, була занадто малою. Ця будівля могла вмістити лише 170 000 книг, тоді як ООН хотіла розмістити у своїй бібліотеці щонайменше 350 000—400 000 книг. Будівництво обійшлось в 3 мільйони доларів. До 1955 року бібліотечний фонд зберігався в будівлі Секретаріату та містив 250 000 томів «кожною мовою світу», згідно з інформацією з The New York Times. У звіті 1959 року Генерального секретаря Дага Гаммаршельда було зазначено, що будівля «не дає можливості для подальшого розширення та обмежує зростання бібліотеки до рівня, який був би достатнім для досягнення її цілей».
У 1959 році Фундація Форда надала ООН грант у розмірі 6,2 мільйона доларів США на будівництво нової будівлі бібліотеки, яка мала б бути «найвищої якості, естетично оформленою, з великою кількістю меблів та обладнана відповідно до найсучасніших бібліотечних стандартів». На знак визнання їхньої пожертви Генеральна Асамблея доручила Генеральному секретарю встановити біля входу в бібліотеку меморіальний камінь із написом «Подарунок Фондації Форда».
Генеральний секретар Даг Гаммаршельд зіграв важливу роль у забезпеченні фінансування нової будівлі. У листі президента Фундації Форда до президента Генеральної Асамблеї після смерті Гаммаршельда зазначалося, що саме активний інтерес покійного Генерального секретаря до проєкту фінансування нової бібліотеки Організації Об'єднаних Націй і його лобіювання стали вирішальним фактором пожертвування Фондом коштів. Нова будівля була відкрита 16 листопада 1961 року, всього через два місяці після смерті Гаммаршельда, і була перейменована на його честь.

## Функції
Основні функції бібліотеки викладені в документі П'ятого комітету ООН 1949 року:
- Бібліотека несе відповідальність за всі бібліотечні послуги в штаб-квартирі та за придбання всіх бібліотечних матеріалів.
- Основна функція Бібліотеки полягає в тому, щоб дати можливість делегаціям, Секретаріату та іншим офіційним групам Організації отримувати з максимально можливою швидкістю, зручністю та економією бібліотечні матеріали та інформацію, необхідні для виконання їхніх обов'язків.
- Послуги Бібліотеки також доступні, наскільки це дозволяють обставини, спеціалізованим установам Організації Об'єднаних Націй, акредитованим представникам засобів масової інформації, міжнародним урядовим організаціям, дочірнім неурядовим організаціям, навчальним закладам, ученим і письменникам.
- Бібліотека штаб-квартири відповідає за індексування документів і публікацій ООН.

Бібліотека не відкрита для широкого загалу. Однак вона надає доступ до великої кількості інформації, пов'язаної з ООН, завдяки розробці доступних онлайн-ресурсів і послуг, а також через бібліотеки депозитарії ООН по всьому світу.

## Ресурси та послуги
Бібліотека створила низку дослідницьких інструментів і послуг для полегшення доступу до документів ООН:
- Index to Proceedings (ITP) — це серія друкованих покажчиків, особливо корисних для дослідження питань до 1979 року. Він містить посилання на парламентську документацію керуючих органів. Кожен покажчик складається з двох частин: предметного покажчика та покажчика промов.
- Посібники з дослідження документації ООН представляють огляд вибраних документів ООН, публікацій, баз даних і вебсайтів. Доступно арабською, китайською, англійською, французькою, російською та іспанською мовами.
- Ask Dag — це база даних, що містить сотні відповідей на запитання про Організацію Об'єднаних Націй, її документацію, а також послуги та ресурси, які пропонує Бібліотека. Доступно англійською, французькою та іспанською мовами.
- Тезаурус UNBIS — це багатомовна база даних спеціальної лексики, яка використовується для опису документів ООН та інших матеріалів у колекції Бібліотеки. Доступно арабською, китайською, англійською, французькою, російською та іспанською мовами.
- Зареєстровані країни-члени ООН — сервіс, що надає доступ до ключових документів для кожної держави-члена, пов'язаних з її членством в ООН, заяв, зроблених перед головними органами, проектів резолюцій, які пропонували ці країни, періодичних звітів, поданих щодо конвенцій з прав людини. Доступно арабською, китайською, англійською, французькою, російською та іспанською мовами.
- Цифрова бібліотека ООН – ресурс бібліотеки, що містить документи ООН, дані голосування, промови, карти та публікації відкритого доступу. Платформа надає доступ до матеріалів, створених ООН, у цифровому форматі та бібліографічних записів для друкованих документів ООН, починаючи з 1979 року. Функції системи включають пошук даних між пов'язаною документацією, такою як резолюції, записи зустрічей і голосування, а також уточнення результатів пошуку за органами ООН, агентствами або видами документів. Доступно арабською, китайською, англійською, французькою, російською та іспанською мовами.